# Va a finire che ti amo
Va a finire che ti amo (Naomi and Ely's No Kiss List) è un film del 2015 diretto da Kristin Hanggi con protagonisti Victoria Justice, Pierson Fodé e Matthew Daddario, adattamento cinematografico dell'omonimo romanzo del 2007 di Rachel Cohn e David Levithan, edito da Mondadori.
È stato presentato all'Outfest Film Festival il 17 luglio 2015.

## Trama
Naomi ed Ely sono vicini di casa e amici da anni. Ely è omosessuale, mentre Naomi ha recentemente iniziato ad uscire con "Bruce 2", anche se in realtà è segretamente innamorata del suo migliore amico. Per mantenere la loro amicizia ed evitare di innamorarsi dello stesso ragazzo, inventano la "No Kiss List" (lista di ragazzi off-limits), a cui aggiungono Gabriel, il giovane ed attraente portiere notturno. La madre di Naomi è appena stata lasciata dal padre, che l'ha tradita con una delle madri di Ely. Naomi ha difficoltà ad aiutarla e a un certo punto, Ely comincia a scomparire ogni volta che lei ha bisogno di lui. Inoltre, Naomi, non riesce ad accettare l'omosessualità del ragazzo, perché spera che un giorno lui possa innamorarsi di lei. Lo sconforto la porta a sfogarsi con Ely per la sua promiscuità; a cui lui risponde che Naomi è solo sessualmente frustrata perché ancora vergine.
Una sera, Naomi porta Ely al suo appuntamento con Bruce 2. Alla fine della serata, Ely la spinge ad andare a casa con il suo fidanzato per avere un rapporto sessuale e lei accetta malvolentieri, ma, rimasti soli, verranno interrotti da un amico di lui. Qualche giorno dopo, Ely incontra Bruce 2 che sta aspettando la sua fidanzata e lo invita nel suo appartamento; mentre legano sulla passione di entrambi per i fumetti, in un momento di passione, si baciano.
Il giorno dopo, Naomi ed Ely vanno a fare shopping per la festa di Halloween. Ely confessa a Naomi di aver baciato il suo fidanzato, ma lei non ci fa troppo caso. Prima della festa Bruce confessa ad Ely di voler approfondire la loro relazione e poi si nasconde nell'armadio per non farsi scoprire dalla sua fidanzata. Naomi però capisce l'imbroglio quando Ely si presenta con le gomme da masticare senza zucchero di Bruce, che a lui non piacciono. Capisce quindi che il loro bacio non era solamente un bacio.
Inizia quindi una faida tra i due. Naomi confida ad una sua compagna universitaria che è più indispettita dal tradimento di Ely che quello di Bruce. Crea quindi una lista di posti in cui Ely non può andare per evitare di incontrarsi, ma la violazione di una di queste imposizioni, risulterà in un brutto litigio. Naomi realizza quindi che il suo sogno di mettersi con Ely non si realizzerà mai.
Durante la loro separazione, Naomi fa amicizia con Robin e scopre che una compilation musicale, ricevuta in precedenza, era da parte di Gabriel, che le rivela di avere una cotta per lei. I due cominciano una relazione e Naomi trova un lavoro nella pasticceria locale. Nel frattempo, Naomi aiuta la madre a superare il dolore causato dal padre ed Ely realizza quanto la situazione dei genitori abbia fatto soffrire Naomi. I due si riconciliano e Naomi si rende conto che l'amore può prendere varie sfumature, ma è sempre amore.

## Distribuzione
La pellicola è stata presentata all'Outfest Film Festival il 17 luglio 2015 ed successivamente è stata pubblicata via video on demand il 18 settembre 2015.
Il film, non transitato nelle sale italiane, è approdato in Italia dal 1º dicembre 2015 sulla piattaforma di streaming on-demand Netflix.